# Luther Martin

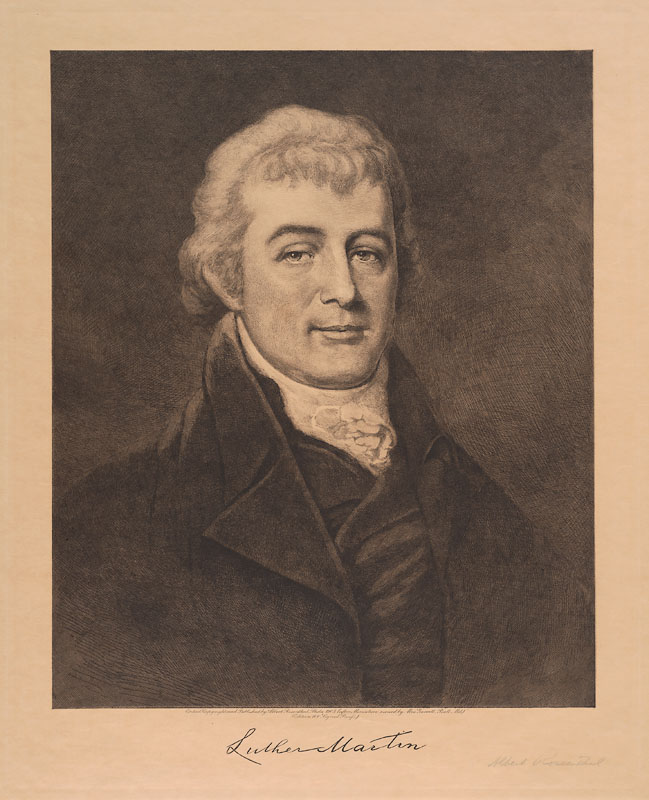
Luther Martin

Luther Martin (* 9. Februar 1748 in Metuchen, Province of New Jersey; † 8. Juli 1826 in New York) war ein US-amerikanischer Politiker und einer der Gründerväter der Vereinigten Staaten. Er weigerte sich, die Verfassung der Vereinigten Staaten zu unterschreiben, da er fand, dass sie die Rechte der Bundesstaaten verletze. Zusammen mit Patrick Henry und George Mason gilt er als einer der führenden Anti-Föderalisten, deren Wirken zur Ratifizierung der Bill of Rights führte.

## Leben
Wie viele Abgeordnete der verfassungsgebenden Versammlung besuchte Martin das College of New Jersey (später Princeton University), an dem er 1766 als bester von 35 Mitschülern seinen Abschluss erreichte. Anschließend zog er aus seinem Geburtsort Metuchen nach North Carolina, um dort für drei Jahre zu unterrichten und Jura zu studieren. 1771 erhielt er im Staat Virginia die Anwaltszulassung. Martin heiratete Weihnachten 1783 Maria Cresap (Tochter von Michael Cresap). Von ihren fünf Kindern erreichten drei Töchter das Erwachsenenalter.

## Politisches Wirken
Martin war ein früher Befürworter der amerikanischen Unabhängigkeit. Im Herbst und Winter 1771 nahm er an mehreren politischen Tagungen teil, unter anderem an einem Kongress in Annapolis in Maryland, auf dem die Empfehlungen des Kontinentalkongresses beraten wurden.
Im Frühjahr 1778 ernannte der Staat Maryland Martin zum Attorney General. In dieser Funktion verfolgte er hauptsächlich Loyalisten strafrechtlich, von denen es in den Bezirken des Staats Maryland viele gab. In manchen Landkreisen kam es durch die Spannungen zwischen den Patrioten und Loyalisten sogar zu Aufständen und manchmal auch offenen Kämpfen. Martin trat den Baltimore Light Dragoons bei, einer Miliz-Gruppe, die sich General Lafayettes Truppe nahe Fredericksburg anschloss. Allerdings kämpfte Martin wohl nie aktiv, da er vom Gouverneur Marylands zurück auf seinen Posten gerufen wurde, um ein Hochverratsverfahren zu leiten.
Bis 1805 behielt er die Funktion des Attorney General in Maryland. Danach war er von 1814 bis 1816 vorsitzender Richter des oyer et terminer Gerichts in Baltimore, einer besonderen Form des Strafgerichts, das in einigen US-Bundesstaaten wie Georgia, New Jersey, New York, und Pennsylvania bis 1896 bestand. Von 1818 bis 1822 war er wieder Attorney General Marylands.

## Verfassungsgebender Kongress
Die Generalversammlung Marylands wählte Martin 1785 zum Vertreter Marylands beim Konföderationskongress, aber seine öffentlichen und privaten Verpflichtungen hielten ihn von einer Reise nach Philadelphia ab.
Im Juni 1787 reiste er als gewählter Vertreter Marylands zur Philadelphia Convention. Schon bei seiner Ankunft drückte er seinen Argwohn gegenüber der Geheimhaltungsklausel aus, die diesem Treffen auferlegt worden war. Er lehnte die Bildung einer Regierung ab, in der die kleinen Staaten von den großen Staaten dominiert werden konnten und half mit, den New-Jersey-Plan zu formulieren. Am 27. Juni hielt er eine dreistündige Rede gegen den Virginia-Plan, der seiner Meinung nach den kleinen Staaten zu wenig Beachtung schenkte, da er ein zur Einwohnerzahl proportionales Verhältnis von Abgeordneten in beiden Kammern der Legislative vorsah. Martin war Teil des Komitees, das einen Kompromiss bei der Abgeordnetenzahl finden sollte, und plädierte dort für den Vorschlag einer gleichmäßigen Verteilung in wenigstens einer Kammer. Noch vor Ende des Kongresses war Martin überzeugt, dass die neue Regierung zu viel Macht über die Regierungen der einzelnen Staaten habe und deren individuellen Rechte gefährden würde, sodass er zusammen mit einem anderen Abgeordneten Marylands, John Francis Mercer, den Kongress verließ, nachdem er keine Unterstützung für eine Bill of Rights erhalten hatte.

## Streit um die Ratifizierung
In einer Rede vor dem Abgeordnetenhaus von Maryland kritisierte Martin im November 1787 den verfassungsgebenden Kongress nicht nur für seine Absichten, sondern auch für seine Vorgehensweise scharf. Er brach die Geheimhaltungsklausel und informierte die Abgeordneten Marylands darüber, dass die Gestalter der Verfassung mutwillig ihren Auftrag, sich zu treffen, um mit der „einzigen und ausdrücklichen Absicht“ die Konföderationsartikel zu überarbeiten, verletzt hätten.
Stattdessen hatten sich die Kongressabgeordneten entschlossen, ein komplett neues Regierungssystem zu entwerfen. Für Martin kamen solche Pläne einem Putsch gleich. Obwohl namhafte Politiker wie George Washington und Benjamin Franklin die neue Richtung des Kongresses unterstützten, warnte Martin davor, sich nicht „von großen Namen so weit blenden zu lassen, sodass man blind in seine eigene Zerstörung liefe“.
In dieser Rede und in zahlreichen Zeitungsartikeln attackierte Martin im Laufe des Jahres 1788 die Vorschläge für ein neues Regierungssystem und kämpfte weiterhin gegen die Ratifizierung der Verfassung. Er beklagte den Aufstieg der nationalen Regierung über die Staaten und verurteilte die seiner Meinung nach ungerechte Vertretungsverhältnisse im Kongress.
Er besaß sechs Sklaven und war gegen den Vorschlag, Sklaven als Einwohner zur Berechnung der Abgeordnetenzahl heranzuziehen. Außerdem glaubte er, dass das Fehlen einer Jury am obersten Gerichtshof die Freiheit der Bürger der Vereinigten Staaten stark gefährde. Auf dem Kongress beschwerte sich Martin, dass auf die Erhöhung mancher Staaten und Individuen mehr Wert gelegt wurde als auf das Wohl des ganzen Landes. Die Annahme des Ausdrucks „föderal“ von jenen, die eine nationale Regierung bevorzugten, verärgerte Martin.
Marylands Entscheidungsträger ignorierten Martins Warnung größtenteils. Im April 1788 ratifizierte Maryland als siebter Staat die Verfassung, allerdings unter der Bedingung, dass eine Bill of Rights hinzugefügt werden sollte. Im Juni ratifizierte New Hampshire als neunter Staat die Verfassung, die damit in Kraft trat. Drei Jahre später wurden die ersten zehn Verfassungsänderungen, die so genannte Bill of Rights, hinzugefügt.

## Juristische Karriere
Nach dem Unabhängigkeitskrieg arbeitete Martin weiterhin als Jurist und wurde einer der erfolgreichsten und bekanntesten Juristen des Landes.
In den ersten Jahren des neuen Jahrhunderts arbeitete Martin als Verteidiger in zwei kontroversen, bundesweit beachteten Fällen. Im ersten erreichte er den Freispruch seines guten Freunds, des Richters am Obersten Gerichtshof der Vereinigten Staaten Samuel Chase, gegen den 1805 ein Amtsenthebungsverfahren lief. Zwei Jahre später war Martin einer von Aaron Burrs Verteidigern. Burr war 1807 wegen Hochverrats angeklagt worden.
Nach 28 Jahren als Attorney General des Staates Maryland trat Martin im Dezember 1805 von seinem Amt zurück, das er als einziger so lange ausgeübt hatte.
1813 wurde er wieder vorsitzender Richter des oyer et terminer Gerichts in Baltimore. 1818 wurde er erneut zum Attorney General Marylands ernannt, um dann 1819 Maryland in der Grundsatzentscheidung McCulloch v. Maryland zu vertreten. Die Kläger wurden von Daniel Webster, William Pinkney und William Wirt vertreten.
Gegen Ende seines Lebens verschlechterte sich Martins Situation zunehmend. Er verlor nicht nur Großteile seines Vermögens, sondern begann auch zu trinken und verrückt zu werden. Mitte der 1820er war er praktisch bankrott und überlebte nur durch die Einnahmen aus einer speziellen Steuer, die alle Juristen in Maryland zahlen mussten, nur um ihn zu unterstützen. Schließlich nahm sich ihm Aaron Burr an, den er 1807 in einem Hochverratsverfahren erfolgreich verteidigt hatte. Martin war von einer irrationalen Abneigung gegen Thomas Jefferson, der ihn 1807 die „Föderale Bulldogge“ genannt hatte, getrieben und begann mit der Föderalistischen Partei zu sympathisieren, deren Ausrichtung eigentlich allem widersprach, wofür er bis dato gekämpft hatte. Da er ab 1819 teilweise gelähmt war, trat er 1822 vom Amt des Attorney General Maryland zurück.
Am 8. Juli 1826 starb Luther Martin im Alter von 78 Jahren in Aaron Burrs Haus in New York City. Er wurde in einem unmarkierten Grab auf dem Hof der St. John’s Kirche begraben. Er starb vier Tage nach Thomas Jefferson und John Adams, zwei anderen Gründervätern der Vereinigten Staaten.